# Ludwinowo (rejon wilejski)
Ludwinowo (biał. Людвінова; ros. Людвиново) – agromiasteczko na Białorusi, w obwodzie mińskim, w rejonie wilejskim, w sielsowiecie Ludwinowo.

## Historia
W czasach zaborów folwark w powiecie wilejskim, w guberni wileńskiej Imperium Rosyjskiego. W 1866 roku liczył 9 mieszkańców w 1 domu. Należał do Koziełł-Poklewskich.
W latach 1921–1945 folwark a następnie majątek leżał w Polsce, w województwie wileńskim, w powiecie wilejskim, w gminie Kościeniewicze.
Powszechny Spis Ludności z 1921 roku nie podał danych dotyczących miejscowości. W 1931 w 2 domach zamieszkiwało 14 osób.
Wierni należeli do parafii rzymskokatolickiej w Kościeniewiczach i prawosławnej w Rzeczkach. Miejscowość podlegała pod Sąd Grodzki w Krzywiczach i Okręgowy w Wilnie; właściwy urząd pocztowy mieścił się w Kościeniewiczach.
W wyniku napaści ZSRR na Polskę we wrześniu 1939 miejscowość znalazła się pod okupacją sowiecką. 2 listopada została włączona do Białoruskiej SRR. Od czerwca 1941 roku pod okupacją niemiecką. W 1944 miejscowość została ponownie zajęta przez wojska sowieckie i włączona do Białoruskiej SRR.
Od 1991 w składzie niepodległej Białorusi.